# Crazy! Baby
| Recensione | Giudizio |
| ---------- | -------- |
| AllMusic   |          |

Crazy! Baby è un album dell'organista jazz statunitense Jimmy Smith (accreditato come The Incredible Jimmy Smith), pubblicato dalla casa discografica Blue Note Records nel luglio del 1960.

## Tracce

### LP
Lato A
1. When Johnny Comes Marching Home – 8:50 (Louis Lambert (Patrick Gilmore))
2. Makin' Whoopee – 4:55 (Gus Kahn, Walter Donaldson)
3. A Night in Tunisia – 5:40 (Dizzy Gillespie)

Lato B
1. Sonnymoon for Two – 7:15 (Sonny Rollins)
2. Mack the Knife – 5:00 (Bertolt Brecht, Kurt Weill)
3. What's New – 3:45 (Johnny Burke, Bob Haggart)
4. Alfredo – 4:25 (Jimmy Smith)

- Durata tracce ricavate (non accreditate sull'album originale Blue Note Records 4030) dalle note su vinile dell'album pubblicato nel 1986 dalla Blue Note Records (BST 84030)

### CD
Edizione CD del 1989, pubblicato dalla Blue Note Records (CDP 7 84030 2)
1. When Johnny Comes Marching Home – 8:50 (Louis Lambert)
2. Makin' Whoopee – 4:55 (Gus Kahn, Walter Donaldson)
3. A Night in Tunisia – 5:40 (Dizzy Gillespie, Frank Paparelli)
4. Sonnymoon for Two – 7:15 (Sonny Rollins)
5. Mack the Knife – 5:00 (Bertolt Brecht, Kurt Weill, Marc Blitzstein)
6. What's New – 3:45 (Johnny Burke, Bob Haggart)
7. Alfredo – 4:25 (Jimmy Smith)
8. If I Should Lose You – 6:26 (Leo Robin, Ralph Rainger) – Traccia bonus
9. When Lights Are Low – 5:38 (Benny Carter, Spencer Williams) – Traccia bonus

## Musicisti
- Jimmy Smith - organo
- Quentin Warren - chitarra
- Donald Bailey - batteria

Note aggiuntive
- Alfred Lion - produttore
- Michael Cuscuna - produttore riedizione su CD
- Registrazione effettuata al Van Gelder Studio di Englewood Cliffs, New Jersey, Stati Uniti
- Rudy Van Gelder - ingegnere delle registrazioni
- Bob Ganley - foto copertina album originale
- Reid Miles - design copertina album originale
- Leonard Feather - note retrocopertina album originale
- Marion Barker - modella copertina album originale (con auto Jaguar)[2][3]